# Thielemann Group
Die Thielemann Group (Eigenschreibweise: ThielemannGroup) mit Hauptsitz in Mönchengladbach ist eine Unternehmensgruppe in der Logistik-Branche. Sie hält Beteiligungen an Unternehmen in den Segmenten Spedition und Logistik, Investments und Start-ups sowie die Projektentwicklung von Büro- und Logistikimmobilien.
In ihren Beteiligungsgesellschaften beschäftigt die Unternehmensgruppe rund 600 Mitarbeitende, die im Jahr 2023 einen Umsatz von über 400 Millionen Euro erwirtschafteten. Die Unternehmensgruppe verfügt über 14 Standorte mit rund 150.000 Quadratmeter Lagerfläche und einen eigenen Fuhrpark mit rund 200 Lkw.
Die Unternehmenszentrale im Nordpark in Mönchengladbach wurde im Dezember 2023 bezogen.

## Geschäftsführung und Beirat
Der Unternehmer Navid Thielemann ist Chief Executive Officer (CEO), Christian Karl Flick ist Chief Operating Officer (COO).
Der Beirat besteht aus Erich Staake, Premal Desai und Michael Storm.

## Beteiligungen

### Spedition und Logistik
Zu den Beteiligungen der Thielemann Group zählt die Overseas Logistic Services GmbH (OLS), für die Navid Thielemann als geschäftsführender Gesellschafter tätig und mit 49 Prozent der Anteile beteiligt ist. Fr. Meyer’s Sohn (FMS) hält 51 Prozent der Anteile. OLS ist damit direkt ans Netz einer weltweit tätigen Überseespedition angeschlossen, die zu den Top-10 in der globalen Seefracht gehört.
Im Jahr 2022 hat der CEO der Thielemann Group, Navid Thielemann, die OLS neu strukturiert und in den Neubau einer Unternehmenszentrale investiert, die sich im Nordpark von Mönchengladbach befindet. COO der OLS ist Hans-Bernd Effing, der zuvor Manager und Prokurist bei Kühne + Nagel war.
An der Recht Logistik Gruppe, einem Unternehmen mit 14 Standorten, ist Navid Thielemann als Gesellschafter mit 35 Prozent an der Speditionssparte und mit 62,5 Prozent an der Kontraktlogistiksparte beteiligt. Zum Geschäftsführer der Speditionssparte der Recht Logistik Gruppe wurde 2024 der Manager Andreas Niklasch berufen. Matthias Weiner ist bereits seit Gründung der Recht Kontraktlogistik GmbH im Jahr 2020 Geschäftsführer der Kontraktlogistiksparte; er war zuvor als Konzernmanager bei Kühne + Nagel ebenfalls für die Kontraktlogistiksparte der D-A-CH-Region verantwortlich.
Am 31. Oktober 2023 übernahm die Thielemann Group 49 Prozent der BOXX Intermodal Logistics GmbH & Co. KG – sie ist die Logistiktochter der Haus Cramer Gruppe. Zu der Haus Cramer Gruppe zählen u. a. die Brauereien Warsteiner, Herforder, König Ludwig und Paderborner sowie der Getränkedienstleister H.C. Drinks Solutions. Der Fokus von BOXX Intermodal Logistics liegt auf Door-to-Door-Lieferungen, bei denen Langstrecken über den eigenen Terminal in Warstein emissionsarm über die Schiene abgewickelt werden.

### Projektentwicklung von Büro- und Logistikimmobilien
Die zweite Säule der Thielemann Group ist die ESG-konforme Immobilienentwicklung. Sie dienen der Eigennutzung sowie als langfristige Investments.
- In Nettetal (bei Düsseldorf) wurde 2022 für die RECHT Logistik Gruppe ein rund 23.000 Quadratmeter großes E-Commerce-Logistikzentrum gebaut.[19]
- 2023 folgte der Bau einer 22.000 Quadratmeter großen Logistikimmobilie in Bönen (bei Dortmund); die im Februar 2024 fertiggestellt wurde.[20]
- 2024 sind zwei weitere Großprojekte geplant: der Bau einer großen Logistikanlage in Köln sowie einer weiteren modernen Logistikimmobilie in Bayern. Beide Grundstücke wurden bereits erworben, der Baustart erfolgt voraussichtlich 2024.
- Im März 2024 kündigte die Thielemann Group den Bau eines modernen Logistikzentrums in Bayern an. In Wernberg-Köblitz entwickelt das Unternehmen auf einem 53.000 Quadratmeter großen Grundstück ein Logistikzentrum mit einer Fläche von über 32.000 Quadratmetern. Die Investition beträgt rund 30 Millionen Euro.[21]
- In Köln, im Quartier FUSION COLOGNE direkt am Niehler Hafen, startet die Thielemann Group noch 2024 mit dem Bau einer Multi-Level-Logistikimmobilie auf zwei Ebenen. Eine zweite Multi-Level-Logistikimmobilie planen die Häfen und Güterverkehr Köln AG (HGK) und die Thielemann Group gemeinsam zu entwickeln und wollen dafür ein Joint Venture gründen. Die Investition für beide Bauprojekte beträgt rund 140 Millionen Euro. Nutzer der Multi-Level-Logistikimmobilie I ist die RECHT Logistik Gruppe. Gemeinsam mit der HGK wird sie auch die zweite Multi-Level-Immobilie nutzen.[22]
- 2024 sowie in den Folgejahren sind weitere Bauprojekte geplant: Entlang der Rhein-Schiene, in Nordrhein-Westfalen sowie in Bayern.

Die E-Commerce-Logistikzentren werden nach dem Gold-Standard der Deutschen Gesellschaft für Nachhaltiges Bauen (DGNB) errichtet und treffen auf einen hohen Bedarf, da sie als Zukunft des E-Commerce betrachtet werden. Bis 2026 könnten bereits bis zu 30 Prozent der Handelsumsätze (ohne Lebensmittel) online erzielt werden.
Neben dem Bau von E-Commerce-Logistikzentren hat das Unternehmen auch in Gewerbeimmobilien investiert. Zwei moderne Bürogebäude sind in Mönchengladbach bereits entstanden, weitere Planungen in der Pipeline:
- 2023 wurde der Hauptsitz fertiggestellt – die Holding ist im Dezember 2023 in das neue Gebäude m in Mönchengladbach eingezogen.
- Auf dem Nachbargrundstück ist bereits 2021 die neue Zentrale für die Overseas Logistic Services (OLS) entstanden.
- Für 2024 ist im Nordpark in Mönchengladbach zudem der Bau eines modernen Büro-Campus auf einem 10.000 Quadratmeter großen Grundstück geplant. Das Grundstück wurde bereits erworben.

Ein weiterer Bürokomplex ist im Kölner Westen geplant. Das Grundstück wurde 2024 ebenfalls bereits erworben.

### Investments und Start-ups
Die dritte Säule des Unternehmens sind Start-ups, in die die Thielemann Group investiert. Sie sollen die Effizienz sowie nachhaltige Konzepte in der Logistik vorantreiben. Die bisherigen Beteiligungen:
- Fairsenden, inzwischen in zwölf Städten präsent, ist auf die CO2-neutrale Zustellung mit Lastenrädern auf der letzten Meile spezialisiert.[25]
- Boomerang bietet IT-basierte Mehrweg-Versandverpackungslösungen an.[26]
- Filics ersetzt in der Intralogistik die Gabelstapler und setzt auf autonome Kufen.
- Pacurion ist eine digitale Handelsplattform für Paletten und andere Ladungsträger.[27]
- Lagerkarton bietet mit seinen Sichtkartons eine nachhaltige, langlebige und kostengünstige Lagerlösung.[28]